# バゼルガ・ディ・ピネ
バゼルガ・ディ・ピネ（イタリア語: Baselga di Piné ）は、イタリア共和国トレンティーノ＝アルト・アディジェ州トレント自治県にある、人口約5,100人の基礎自治体（コムーネ）。

## 地理

### 位置・広がり
トレント自治県南東部に位置するコムーネ。ペルジーネ・ヴァルスガーナから北へ8km、県都トレントから東北東へ12kmの距離にある。

#### 隣接コムーネ
隣接するコムーネは以下の通り。
- ベドッロ
- フォルナーチェ
- ローナ＝ラーゼス
- パルー・デル・フェルシーナ
- ペルジーネ・ヴァルスガーナ
- サントルソラ・テルメ
- セゴンツァーノ
- テルヴェ
- ヴァルフロリアーナ

## 歴史
1729年から翌年にかけて、モンタニャーガ (it:Montagnaga) で羊飼いをしていた少女に聖母の出現があったとされる（モンタニャーガの聖母）。

## 行政

### 分離集落
バゼルガ・ディ・ピネには、以下の分離集落（フラツィオーネ）がある。
- Faida, Miola, Montagnaga, Ricaldo, Rizzolaga-Campolongo, San Mauro, Sternigo, Tressilla, Vigo-Ferrari

### Comunita di valle
トレント自治県が設置した広域行政組織 Comunità di valle "Comunità Alta Valsugana e Bersntol" （事務所所在地: ペルジーネ・ヴァルスガーナ）に属する。

## 住民

### 言語
| 少数言語話者の割合（2011年） | 少数言語話者の割合（2011年） | 少数言語話者の割合（2011年） | 少数言語話者の割合（2011年） | 少数言語話者の割合（2011年） |
| ---------------------------- | ---------------------------- | ---------------------------- | ---------------------------- | ---------------------------- |
|                              |                              |                              |                              |                              |
| ラディン語                   | ラディン語                   |                              | 0.0%                         | 0.0%                         |
| モケーニ語                   | モケーニ語                   |                              | 0.2%                         | 0.2%                         |
| チンブロ語                   | チンブロ語                   |                              | 0.0%                         | 0.0%                         |

2011年10月9日に行われた国勢調査によれば、若干のモケーニ語話者がいる。

## 姉妹都市
- ヘーレンフェーン、オランダ